# Garfield Glacier
Garfield Glacier är en glaciär i Antarktis. Den ligger i Västantarktis. Inget land gör anspråk på området. Garfield Glacier ligger 204 meter över havet.
Terrängen runt Garfield Glacier är kuperad österut, men västerut är den platt.  Trakten är obefolkad. Det finns inga samhällen i närheten.